# Luka Pintar (zdravnik)
Luka Pintar, slovenski zdravnik pediater in fotograf, * 28. april 1929, Ljubljana, † 20. september 2023

## Življenje in delo
Pintar je leta 1956 diplomiral na MF in 1976 končal podiplomski študij iz medicinske genetike na MF v Zagrebu, ter 1987 postal primarij. Od leta 1957 do 1991 je bil zaposlen na Pediatrični kliniki v Ljubljani. 
Pintar je proučeval presnovne bolezni, strupene rastline ter zgodovino slovenske pediatrije. Posvetil se je tudi naravoslovni fotografiji, zlasti cvetnicam in praprotnicam in prejel več nagrad na razstavah naravoslovne fotografije. Skupaj z botanikom T. Wraberjem sta izdala knjigo Rože na Slovenskem (COBISS). 2009 je postal častni član Prirodoslovnega društva Slovenije.
Pokopan je na Žalah.